# خیابان کریستوفر
خیابان کریستوفر (انگلیسی: Christopher Street) خیابانی در محلهٔ وست ویلیج در بخش منهتن نیویورک است. این خیابان ادامهٔ خیابان نهم در غرب خیابان ششم است.
این خیابان بیشتر به‌واسطهٔ وجود بار استون‌وال در آن شناخته می‌شود. در نتیجهٔ شورش‌های استون‌وال در ۱۹۶۹ میلادی، خیابان کریستوفر به مرکز جنبش حقوق همجنس‌گرایان در ایالت نیویورک در اواخر دههٔ ۱۹۷۰ میلادی بدل شد. امروزه این خیابان و بار آن، به نماد جهانی غرور همجنس‌گرایان تبدیل شده است.
نام خیابان کریستوفر از یک مالک به نام چارلز کریستوفر آموس گرفته شده است که خیابان در زمین‌های او واقع شده بوده است. خیابان چارلز در همان نزدیکی نیز نام او را بر خود دارد.